# NGC 174
NGC 174 је спирална галаксија у сазвежђу Вајар која се налази на NGC листи објеката дубоког неба.
Деклинација објекта је - 29° 28' 40" а ректасцензија 0h 36m 58,8s. Привидна величина (магнитуда) објекта NGC 174 износи 12,9 а фотографска магнитуда 13,8. NGC 174 је још познат и под ознакама ESO 411-1, MCG -5-2-28, AM 0034-294, IRAS 00345-2945, PGC 2206.